# Samaire Armstrong

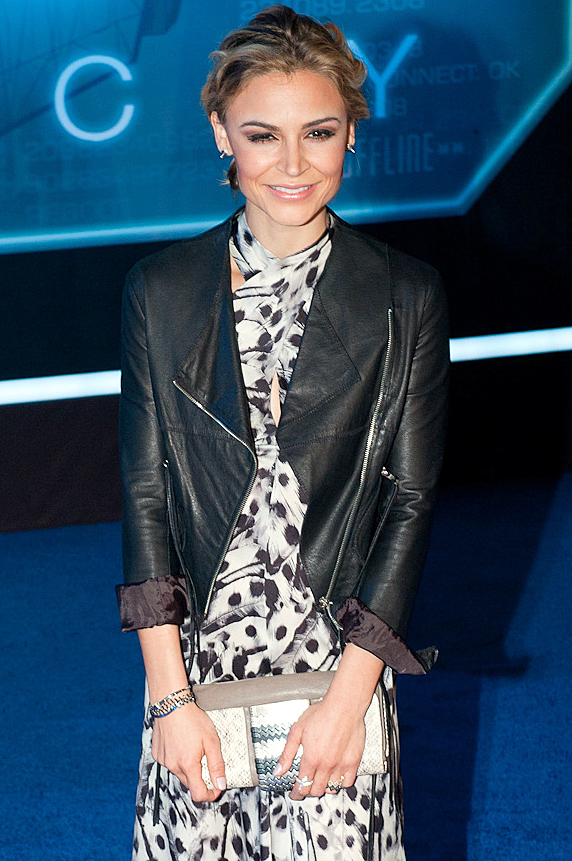
Samaire Armstrong auf der Premiere von Tron: Legacy (2010)

Samaire Rhys Armstrong (* 31. Oktober 1980 in Tokio, Japan) ist eine US-amerikanische Schauspielerin.

## Leben
Samaire Armstrong, deren Vorname wie englisch Samira ausgesprochen wird, wurde in Japan geboren und kam später mit ihrer Familie, einem schottischen Vater und einer italienischen Mutter, in die Vereinigten Staaten. Sie besuchte die Sedona Red Rock Highschool und schloss diese 1998 ab. Danach ging sie an die University of Arizona.
Armstrong begann ihre Karriere 2000 als Nebendarstellerin in mehreren Fernsehserien. Ihr Kinodebüt gab sie ein Jahr später in Nicht noch ein Teenie-Film. Ab 2003 spielte sie wiederkehrend die Nebenrolle der Anna Stern in der Fernsehserie O.C., California. Ab 2004 trat sie in der Serie Entourage auf. 2005 spielte sie im Musikvideo zum Song Bad Day von Daniel Powter mit.
Nach Auftritten in Filmen wie Zum Glück geküsst oder Rise: Blood Hunter erhielt Armstrong in der Serie Dirty Sexy Money die Rolle der Juliet Darling, mit der sie in der ersten Staffel zur Hauptbesetzung gehörte. Ab 2011 trat sie in der vierten und fünften Staffel wiederkehrend in der Krimiserie The Mentalist in acht Folgen als Summer Edgecombe auf.
In Japan bietet sie eine eigene Modekollektion namens NARU an.
Mitte Dezember 2012 wurde sie Mutter eines Sohnes, derzeit lebt sie in Los Angeles.
Im Januar 2021 verharmloste Armstrong über Twitter den Sturm auf das Kapitol und verkündete ihre Unterstützung für den derzeit bereits abgewählten US-Präsidenten Donald Trump.

## Filmografie (Auswahl)
- 2000: Party of Five (Folge 6x21)
- 2000: Voll daneben, voll im Leben (Freaks and Geeks, Folgen 1x16 und 1x18)
- 2001: Nicht noch ein Teenie-Film! (Not Another Teen Movie, Film)
- 2001: Emergency Room – Die Notaufnahme (ER, Folge 7x19)
- 2001: Für alle Fälle Amy (Judging Amy, Folge 3x05)
- 2001: Akte X – Die unheimlichen Fälle des FBI (The X Files, Folge 9x05)
- 2003: DarkWolf (Film)
- 2003–2006: O.C., California (The O.C., 15 Folgen)
- 2004: New York Cops – NYPD Blue (NYPD Blue, Folge 12x05)
- 2004–2005: Entourage (8 Folgen)
- 2005: Numbers – Die Logik des Verbrechens (Numb3rs, Folge 2x03)
- 2006: CSI: Miami (Folge 5x07)
- 2006: Stay Alive (Film)
- 2006: Zum Glück geküsst (Just My Luck, Film)
- 2006: It’s a Boy Girl Thing (Film)
- 2007: Rise: Blood Hunter (Rise, Film)
- 2007–2009: Dirty Sexy Money (11 Folgen)
- 2010: How to Make It in America (Folge 1x01)
- 2011–2012: The Mentalist (8 Folgen)
- 2012: Adopting Terror (Film)
- 2013: Sons of Anarchy (2 Folgen)
- 2013: Concrete Blondes (Film)
- 2014: Ein Pastor zum Verlieben (Film)
- 2014–2015: Resurrection (20 Folgen)
- 2016: Marvel's Agent Carter (Folge 2x04)
- 2016: Navy CIS: New Orleans (NCIS: New Orleans, Folge 2x16)
- 2017: Grey’s Anatomy (Folge 13x14)
- 2017: Navy CIS (Folge 15x05)
- 2017: Arrow (Folge 5x13)
- 2017: Carter & June (Film)
- 2019: Deadly Excursion (Fernsehfilm)
- 2019: Lost and Found (Fernsehfilm)
- 2019: The House on the Hill (Fernsehfilm)
- 2020: The Office Mix-Up (Film)
- 2020: The 2nd (Film)
- 2021: Deadly Excursion: Kidnapped from the Beach (Fernsehfilm)
- 2022: Terror on the Prairie (Film)